# Akasha (álbum)
Akasha é o 17º álbum de estúdio de Masami Okui. Foi lançado em 24 de fevereiro de 2009 pela evolution e possui 12 faixas.

## Produção
Este é o quinto álbum que Okui lança por sua própria gravadora, a evolution. Foi lançada junto com uma edição limitada contendo um DVD com um show ao vivo.

## Recepção
O álbum ficou na 68ª posição no Oricon Albums Chart.
O CD Journal disse que "é possível desfrutar da voz da cantora, que flui livremente."

## Legado
Quatro faixas foram usadas em jogos eletrônicos. "LOVE SHIELD", "Melted Snow", "INSANITY", e "TOTAL ECLIPSE".

## Faixas
| N.º            | Título                                                                  | Letras         | Música         | Arranjo         | Duração |  |
| 1.             | "Theme of Akasha"                                                       | instrumental   | Monta          | Monta           | 2:24    |  |
| 2.             | "LOVE SHIELD" (de Koisuru Otome to Shugo no Tate -The shield of AIGIS-) | M. Okui        | Monta          | MACARONI☆       | 3:56    |  |
| 3.             | "INSANITY" (de Muv-Luv Alternative Total Eclipse)                       | M. Okui        | Monta          | Hideyuki Suzuki | 4:01    |  |
| 4.             | "LOVERS"                                                                | M. Okui        | MACARONI☆      | Masanori Takumi | 4:38    |  |
| 5.             | "Shuusoku"                                                              | M. Okui        | Kenjiro Sakiya | K. Sakiya       | 3:43    |  |
| 6.             | "Orange"                                                                | M. Okui        | K. Sakiya      | K. Sakiya       | 4:46    |  |
| 7.             | "Shape of myself"                                                       | M. Okui        | Mikio Sakai    | H. Suzuki       | 4:25    |  |
| 8.             | "Melted Snow" (de Fuyu no Rondo)                                        | M. Okui        | M. Okui        | Jun Ichikawa    | 5:27    |  |
| 9.             | "TOTAL ECLIPSE" (de Muv-Luv Alternative Total Eclipse)                  | M. Okui        | Monta          | Monta           | 4:18    |  |
| 10.            | "BLUE ~Noble Flame~"                                                    | M. Okui        | Toshiro Yabuki | T. Yabuki       | 4:09    |  |
| 11.            | "Akasha"                                                                | M. Okui        | M. Okui        | Tsutomu Ohira   | 5:53    |  |
| 12.            | "Venus"                                                                 | M. Okui        | M. Sakai       | M. Sakai        | 4:52    |  |
| Duração total: | Duração total:                                                          | Duração total: | Duração total: | Duração total:  | 52:35   |  |